# David A. R. White
David Andrew Roy White (født 12. maj 1970) er en amerikansk skuespiller, filminstruktør, manuskriptforfatter og medgrundlægger af distributions- og produktionsselskabet Pure Flix Entertainment.